# Saturn Award für die beste DVD-Veröffentlichung eines Klassikers
Der Saturn Award für die beste DVD-Veröffentlichung eines Klassikers ist eine Auszeichnung, die seit 2001 von der Academy of Science Fiction, Fantasy & Horror Films verliehen wird. Ausgezeichnet mit dem Saturn Award wird die jeweils beste Wiederveröffentlichung eines Films, der unter die Rubrik „klassisch“ fällt. Die folgende Liste nennt die jeweiligen Ausgezeichneten, in Klammern das Jahr der Erstveröffentlichung.
| Jahr | DVD                                   | Sonstiges                                 | Erstveröffentlichung |
| ---- | ------------------------------------- | ----------------------------------------- | -------------------- |
| 2002 | Schneewittchen und die sieben Zwerge  | Platinum Edition                          | 1932                 |
| 2003 | E.T. – Der Außerirdische              | Ultimate Gift Set                         | 1982                 |
| 2004 | Robin Hood, König der Vagabunden      | 2-Disc Special Edition                    | 1938                 |
| 2005 | Zombie                                | Ultimate Edition                          | 1978                 |
| 2006 | Der Zauberer von Oz                   | 3-Disc Collector's Edition                | 1939                 |
| 2007 | Godzilla                              | Gojira                                    | 1954                 |
| 2008 | The Monster Squad                     | 2-Disc 20th Anniversary Edition           | 1987                 |
| 2009 | Psycho                                | Universal Legacy Series                   | 1960                 |
| 2011 | Metropolis                            | The Complete Metropolis, Edition von 2010 | 1927                 |
| 2014 | Halloween – Die Nacht des Grauens     | 35th Anniversary Edition                  | 1978                 |
| 2016 | Nacht der Entscheidung – Miracle Mile |                                           | 1988                 |
| 2017 | Flucht in die Zukunft                 |                                           | 1979                 |
| 2018 | Das Rettungsboot                      |                                           | 1944                 |
| 2019 | 2001: Odyssee im Weltraum             | 4K UHD                                    | 1968                 |
| 2021 | Dr. Zyklop                            | Special Edition                           | 1948                 |
| 2022 | Theater des Grauens                   | Special Edition                           | 1973                 |
| 2024 | Invasion vom Mars                     | 4K UHD                                    | 1953                 |
| 2025 | Die Dämonischen                       | 4K UHD                                    | 1956                 |